# Перелік кавалерів Хреста Симона Петлюри (О)
Ця сторінка — інформаційний реєстр. Див. також основні статті: Хрест Симона Петлюри та Перелік кавалерів Хреста Симона Петлюри.
В алфавітному порядку представлені всі відомі кавалери Хреста Симона Петлюри, чиї прізвища починаються з літери «О». 
| № | Фото | Ім'я                                      | Дата народження   | Місце народження                                     | Дата смерті    | Місце смерті    | Звання            | Підрозділ                                  | № ордена |
| - | ---- | ----------------------------------------- | ----------------- | ---------------------------------------------------- | -------------- | --------------- | ----------------- | ------------------------------------------ | -------- |
| 1 |      | Обідзінський Назар Григорович             | 1899              | Київ                                                 | 1960           | Черкаси         | Поручник          |                                            | 975      |
| 2 |      | Ольшевський Володимир Антонович           | 16 червня 1870    | Умань, Київської губернії                            | 7 липня 1933   | Познань, Польща | Генерал-хорунжий  | Третя Залізна Стрілецька дивізія Армії УНР |          |
| 3 |      | Омелянович-Павленко Іван Володимирович    | 31 серпня 1881    | Баку                                                 | 8 вересня 1962 | Чикаго, США     | Генерал-хорунжий  |                                            |          |
| 4 |      | Омелянович-Павленко Михайло Володимирович | 8 грудня 1878     | Тифліс                                               | 29 травня 1952 | Париж           | Генерал-полковник | Сухопутні війська                          |          |
| 5 |      | Опаренко Петро Гнатович                   |                   | Київщина                                             | 5 березня 1970 | США             | Підполковник      |                                            |          |
| 6 |      | Ордановський Юрій Іванович                | 10 листопада 1887 | село Римарівка, Гадяцький повіт, Полтавська губернія |                |                 | Підполковник      |                                            |          |